# Gérald Aubert
Pour les articles homonymes, voir Aubert.
Gérald André Aubert, né le 28 août 1951 à Paris 11e, est un écrivain français.

## Théâtre
- Le Différend (1986), diffusion sur France-Culture.
- Le Pantalon (1989), d'après le livre d'Alain Scoff, mise en scène par Michel Gast, interprété par Jacques Frantz et Élisabeth Wiener.
- L'Offre et la demande (1990), mise en scène par Ghyslaine Dumont au théâtre du Renard (Paris).
- Chambre 108 (1990-1992), mise en scène de Georges Werler, interprété par Étienne Bierry, Frédérique Tirmont et Olivier Granier, théâtre de Poche Montparnasse (Paris). Nomination Molière 1991 (meilleur auteur).
- Chambre 108 (1993), mise en scène de Raphaël Anciaux au théâtre de la Rochette (Bruxelles) et au Festival de Spa (Belgique).
- Entrée de secours (1994), mise en scène de Michel Fagadau, interprété par Michael Lonsdale, Danièle Lebrun et Roger Mirmont au Studio des Champs-Élysées (Paris).
- Le Voyage (1995), mise en scène de Michel Fagadau, interprété par Jacques Dufilho et Thierry Fortineau au Studio des Champs-Élysées (Paris). Depuis 1997, diverses troupes ou associations théâtrales en France ont proposé de nouvelles mises en scène du Voyage.
- Le Différend (1996 - nouvelle version), mise en scène de Roger Mirmont à l'Aktéon Théâtre (Paris).
- Raisons de famille (1999-2001), mise en scène de Gildas Bourdet, interprété par Jacques Gamblin, Geneviève Fontanel, Sam Karmann et François Lalande au théâtre Hébertot (Paris) et au théâtre national de la Criée (Marseille) avant la tournée nationale. 7 nominations Molières 2000 (dont meilleurs auteur, spectacle, mise en scène). Depuis 2002, diverses troupes ou associations théâtrales en France ont proposé de nouvelles mises en scène de Raisons de famille.
- Le Détail des choses (2004). Premier volet d’Une année chez les Forestier. Mise en scène de Ladislas Chollat, interprété par Catherine Cyler au théâtre du Beauvaisis. Tournée en région Picardie, tournée France en 2005/2006.
- Nuit blanche (2006), mise en scène Gildas Bourdet, interprété par Valérie Mairesse et Vincent Winterhalter au théâtre de l'Ouest parisien.
- Sentiments provisoires (2009), mise en scène de Bernard Murat, interprété par Pierre Arditi, François Berléand et Sylvie Testud au théâtre Édouard-VII (Paris).

En projet
- Pont promenade, second volet d'Une année chez les Forestier.

Adaptations
- Partie de billard de Vladimir Gubariev (Russie).
- Comment j'ai appris à conduire de Paula Vogel (États-Unis).
- Des gens biens de David Lindsay-Abaire (États-Unis), théâtre Hébertot  janvier 2015, mise en scène d'Anne Bourgeois, interprété par Miou-Miou, Patrick Catalifo, Brigitte Catillon, Isabelle de Botton, AÏssa Maïga et Julien Personnaz.

## Filmographie
Cinéma
- Chambre 108, réalisé par Daniel Moosmann, interprété par Jean Carmet, Roland Giraud et Grace de Capitani.

Télévision
- Podroz, (2000), adaptation de la pièce Le Voyage pour la télévision polonaise.
- Sala 108, (2002), adaptation de la pièce Chambre 108 pour télévision polonaise.

## Édition
- Mercredi d'octobre, Nouvelles/Nouvelles no 13, 1988.
- Le Voyage, L'Avant-scène théâtre, no 992, 1996.
- (pl) Le Voyage (traduction Barbara Grzegorzewska), Dialog, 1997.
- Raisons de famille, Actes Sud, 1999.
- Chambre 108, Actes Sud, 2003.
- Sentiments provisoires, L'Avant-scène théâtre, no 1268.
- Solange Blain, Maison Malo Quirvane, 2020.

## Prix et récompenses
- Molières 1991 : nomination du meilleur auteur pour Chambre 108
- Molières 2000 : nomination du meilleur auteur pour Raison de famille
- Globe de cristal 2010 : nomination pour le Globe de cristal | de la meilleure pièce de théâtre pour Sentiments Provisoires